# Le Cardonnois
Le Cardonnois  (picardisch: L’Cardonois) ist eine nordfranzösische Gemeinde mit 71 Einwohnern (Stand 1. Januar 2022) im Département Somme in der Region Hauts-de-France. Die Gemeinde liegt im Arrondissement Montdidier und gehört zum Kanton Roye.

## Geographie
Die Gemeinde an der Grenze zum Département Oise liegt an der Départementsstraße D188 rund 7,5 km westsüdwestlich von Montdidier und südlich der Départementsstraße D930 (frühere Route nationale 30).

## Einwohner
| 1962 | 1968 | 1975 | 1982 | 1990 | 1999 | 2006 | 2010 |
| ---- | ---- | ---- | ---- | ---- | ---- | ---- | ---- |
| 51   | 32   | 38   | 37   | 41   | 50   | 74   | 99   |

## Verwaltung
Bürgermeister (maire) ist seit 2001 Gérard Guyon.	